# زاخاروو (شهرستان روبتسوفسکی، سرزمین آلتای)
زاخاروو (به لاتین: Zakharovo) یک منطقهٔ مسکونی در روسیه است که در سرزمین آلتای واقع شده‌است.